# Élections législatives de 1954 aux îles Féroé
Les élections générales féroïennes se sont tenues le 8 novembre 1954. Ces élections ont été marquées par la victoire du Parti de l'union qui obtient 7 des 27 sièges composant le Løgting.

## Résultats
| Parti | Parti                           | Voix   | %    | +/-        | Sièges | +/-        |
| ----- | ------------------------------- | ------ | ---- | ---------- | ------ | ---------- |
|       | Parti de l'union (B)            | 3 312  | 26,0 | 1,3        | 7      | stagnation |
|       | Parti républicain (E)           | 3 028  | 23,8 | 14,0       | 6      | 4          |
|       | Parti du peuple (A)             | 2 660  | 20,9 | 11,4       | 6      | 2          |
|       | Parti social-démocrate (C)      | 2 518  | 19,5 | 2,6        | 5      | 1          |
|       | Parti de l'autogouvernement (D) | 908    | 7,1  | 1,1        | 2      | stagnation |
|       | Indépendants                    | 323    | 2,5  |            | 1      |            |
| Total | Total                           | 12 749 | 100  | stagnation | 27     | 2          |